# UKハードコア
UKハードコア（UK Hardcore）は、英国発祥の電子音楽のスタイルであり、ハードコアテクノの一つである。
主に四つ打ちのキックドラムとベースラインが特徴であり、ハッピーハードコアと区別化されている。

## 歴史
このスタイルは2000年頃に定義付けられ、英国テクノシーンの典型的な音楽となった。
しかし、台頭し始めるには長い時間を有した。
主に、170BPMのハッピーハードコアのリズムでトランス系統のリフが多用される。
1990年代スコットランドのレイヴシーンの中心であったバウンシーテクノと密接な関係にある。
近年、UKハードコアはAll Around The World RecordsのUltrabeat、Cascada、N-Force、そしてE-Typeのリミックスの影響によってよりポップに商業化されつつある。

## 代表的なアーティスト・DJ
- Al Storm
- Brisk
- CLSM
- Darren Styles
- Darwin
- DJ Ham
- DJ Kurt
- DJ Noriken
- DJ Shimamura
- Dougal
- Fracus
- Gammer
- Getty
- Hixxy
- JAKAZiD
- Joey Riot
- JTS
- Klubfiller
- kors k
- Mark Breeze
- Mitomoro
- Orbit1
- Quickdrop
- Re-con
- Rob IYF
- S3RL
- Stonebank
- スコット・ブラウン (Scott Brown)
- Squad-E
- Srav3R
- Sy & Unknown
- TANUKI
- Tatsunoshin
- Technikore
- UFO
- Vagabond

## 代表的なイベント（海外）
- CandyBall
- Fusion
- HTID
- Elation
- Slammin Vinyl
- Hardcore Heaven
- Uproar
- Helter Skelter
- Raindance
- North
- Freeformation
- Vibealite
- Depth Charge
- Raverbaby
- Happy Nation*
- Dizstruxshon
- Uprising
- Dance Planet
- Evolution